# Jan Kubista mladší
Jan Kubista (* 23. září 1990) je bývalý český atlet, reprezentant v běhu na 800 m. Jeho otcem je bývalý československý atlet Jan Kubista, trojnásobný mistr ČSSR v běhu na 800 m. Jeho bratr Vojtěch Kubista je profesionální fotbalista.
Jeho největším úspěchem je bronzová medaile z halového ME 2017, kterou vybojoval ve štafetě na 4 × 400 metrů spolu s Patrikem Šormem, Janem Tesařem a Pavlem Maslákem. Kariéru ukončil v roce 2018.

## Osobní rekordy

### Dráha
- běh na 400 metrů – 47,03 s – 24. července 2013, Tábor
- běh na 800 metrů – 1:46,16 min – 27. června 2013, Ostrava
- běh na 1500 metrů – 3:50,25 min – 11. června 2017, Třinec

### Hala
- běh na 400 metrů – 47,45 s – 4. února 2017, Praha
- běh na 800 metrů – 1:47,43 min – 11. února 2018, Vídeň
- běh na 1500 metrů – 3:49,47 min – 18. února 2018, Praha